# Чэнь И (маршал)
Чэнь И (кит. 陈毅, пиньинь Chén Yì, 26 августа 1901, уезд Лэшань, провинция Сычуань — 6 января 1972, Пекин) — китайский военный и политический деятель, министр иностранных дел КНР в 1958—1972 годах.

## Биография
Родился 26 августа 1901 года в уезде Лэчжи провинции Сычуань в семье чиновника. Окончил среднюю школу и профессиональное училище. В 1918—1921 годах учился и работал во Франции, куда был направлен по линии профессионального образования. Во Франции примыкал к анархистам, был депортирован на родину за участие в политической демонстрации китайских студентов.

### Военная и партийная карьера
В 1923 году Чэнь И приехал в Пекин и вступил в Коммунистическую партию Китая. Около года занимался революционной работой среди молодёжи Пекина, затем перебрался на революционную базу на юге страны. Получил образование в Шанхайском университете. В 1926 году поступил в Военно-политическую школу Вампу, где познакомился с Чжоу Эньлаем. В 1927 году стал секретарём комитета КПК в Военно-политической школе Вампу при Уханьском национальном правительстве, участвовал в Наньчанском восстании 1 августа 1927 года двух корпусов гоминьдановской армии. На совещании в Маочжи вместе с Линь Бяо поддержал предложение Чжу Дэ продолжать борьбу и не распускать войска в сложившейся тяжелой ситуации. После поражения восстания с верными КПК частями пробился на соединение с силами Мао Цзэдуна. С 1928 года занимал крупные посты в Красной армии Китая, был начальником политотдела 4-й Красной армии, воевал в провинции Цзянси. В 1934 году, после ухода основных сил Красной армии в Северо-западный поход, остался для организации партизанской войны в бассейне реки Янцзыцзян. В 1930-х годах партизанил вместе с Линь Бяо. В годы войны с Японией, с 1937 года командовал дивизией, 1-й группой войск Новой 4-й армии, исполнял обязанности командующего, а в 1941 году стал командующим Новой 4-й армией. С 1945 года — член Центрального комитета Коммунистической партии Китая.

### Участие в Гражданской войне 1946—1950 годов
В начале гражданской войны 1946—1950 годов Чэнь И командовал особым Шаньдунским освобождённым районом (политкомиссаром района был Лю Шаоци). 20 июня 1946 года был вместе с Ло Жуйцином назначен руководителем Бюро ЦК КПК в Восточном Китае. В августе 1946 года под натиском армии Гоминьдана вынужден был отойти со своими частями в горные районы Шаньдуна. В октябре 1946 года Чэнь И был назначен командиром и политкомиссаром Центрально-Китайской полевой армии. Уже в январе 1947 года войска Чэнь И начали проводить наступательные операции. В июне 1947 года Чэнь И участвовал в совещании командующих и политкомиссаров фронтов НОАК в Фупине, где обсуждался план общего контрнаступления. В августе Шаньдунский фронт под командованием Чэнь И обеспечивал задачи по отвлечению сил противника с Центрального фронта. В январе — апреле 1948 года Чэнь И руководил Шаньдунской операцией НОАК, командуя соединением из 6 корпусов. 1 апреля его корпуса ворвались в порт Вэйхай, после чего Чэнь И развернул фронт наступления на запад и за две недели освободил все порты Шаньдуна, кроме порта Яньтай, в котором стоял полк морской пехоты США и два эсминца, и основной базы ВМС США Циндао. В мае 1948 года под командованием Чэнь И были объединены армии Чэн Гэна и Лю Бочэна (18 расчетных корпусов и 5 дивизионных отрядов партизан). Он был назначен заместителем командующего Полевой армией Центральной долины (этот пост занимал Лю Бочэн), оставшись также командиром и политкомиссаром Восточно-Китайской полевой армии. В ходе общего наступления его войска 19 июня ворвались в город Кайфын и окружили 15-ю и 16-ю армии Гоминьдана, принудив их к капитуляции. С ноября 1948 года — командующий 2-й Полевой армией Народно-освободительной армии Китая (НОАК). Совместно с 3-й Полевой армией Лю Бочэна разбил гоминьдановские войска в ходе Хуайхайского сражения. в 1948—1949 годах участвовал в наступлении в низовьях Янцзы. 17 апреля 1949 года его 2-я полевая армия совместно с 3-й Полевой армией Лю Бочэна и 4-й Полевой армией Линь Бяо форсировала реку Янцзы и продолжила наступление на юг. 23 апреля она овладела Нанкином и вскоре вышла на ближние подступы к Шанхаю. 25 мая Шанхай капитулировал и Чэнь И со своим штабом вступил в город, став начальником шанхайского гарнизона и получив полную власть над городом. В июне 1949 года Чэнь И оставил пост политкомиссара своей армии, уступив его Жао Шуши. К концу Гражданской войны 2-я Полевая армия Чэнь И имела в своём составе 30 пехотных дивизий — 420.000 бойцов и командиров, 1548 артиллерийских орудий и миномётов. В ноябре она участвовала в последнем наступлении НОАК в южном и восточном направлениях, поставив под контроль КПК весь континентальный Китай.

### После основания КНР (1949—1958)

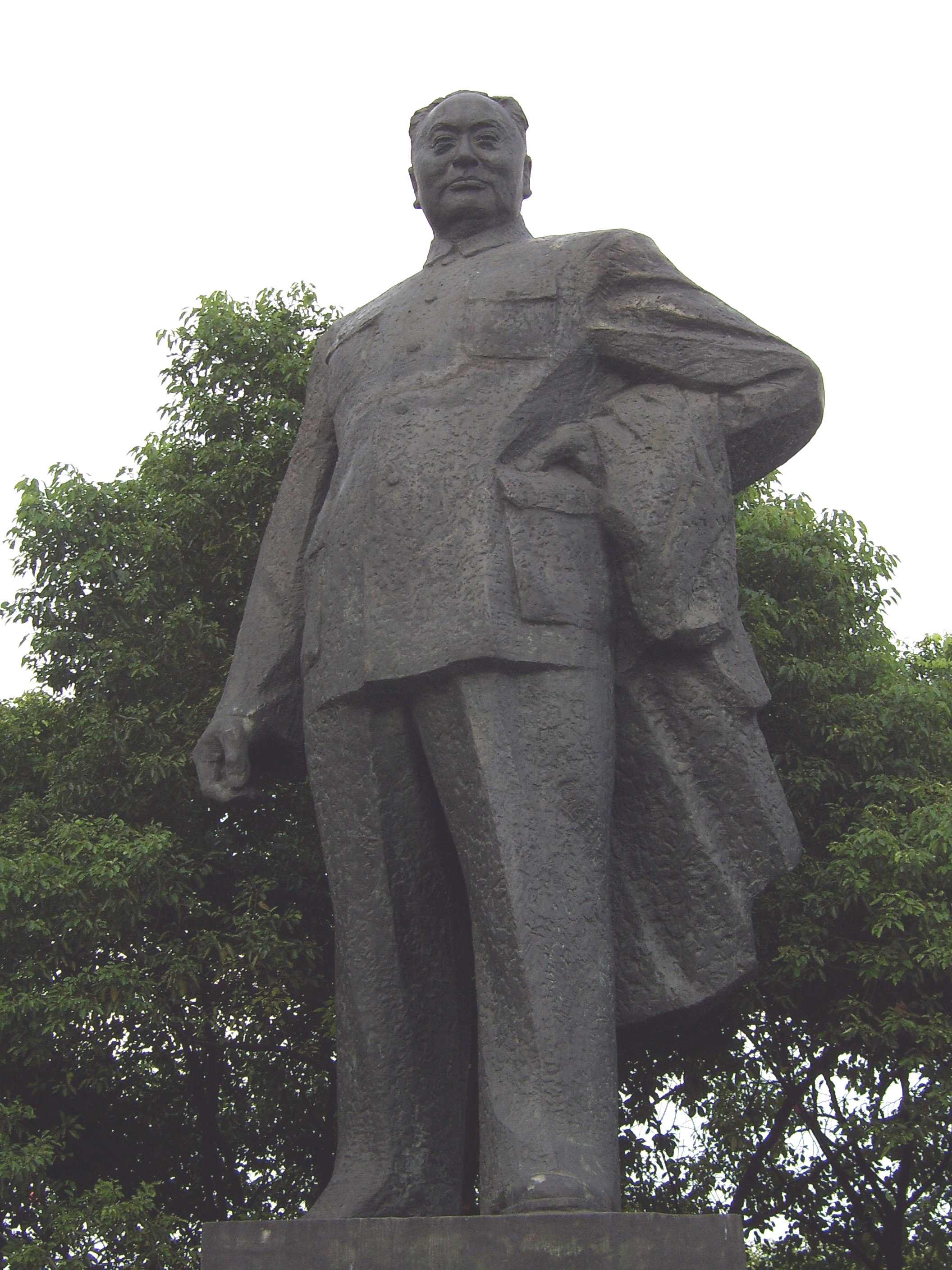
Статуя Чэнь И на набережной р. Хуанпу в Шанхае, мэром которого он был

В 1949 году, после провозглашения Китайской Народной Республики, Чэнь И занял посты члена Центрального Народного Правительственного Совета и Народно-революционного военного совета КНР, 2-го секретаря Восточнокитайского Бюро ЦК КПК, командующего Восточнокитайским военным округом, 1-го секретаря Шанхайского городского комитета КПК и мэра Шанхая.
В мае 1950 года Полевые армии были упразднены и Чэнь И стал также 1-м секретарём комитета КПК Восточно-Китайского военного округа, созданного вместо фронтового комитета КПК 2-й Полевой армии.
В августе 1954 года был избран депутатом Всекитайского собрания народных представителей (ВСНП). Участвовал в работе Женевской конференции.
В сентябре 1954 года, после принятия Конституции КНР, Чэнь И был назначен заместителем председателя Государственного совета КНР и заместителем председателя Государственного комитета обороны КНР.
В апреле 1955 года участвовал в Бандунгской конференции. С сентября 1955 года — Маршал НОАК. В сентябре 1956 года на Второй сессии VIII съезда КПК был избран членом Политбюро ЦК КПК.

### Министр иностранных дел КНР
11 февраля 1958 года указом Председателя КНР Мао Цзэдуна был назначен министром иностранных дел КНР с сохранением поста заместителя Премьера Госсовета КНР.

В 1958 году, после назначения министром иностранных дел, маршал Чэнь И заявил агентству «Рейтер» — 
«Чем больше будет число государств, имеющих ядерное оружие, тем больше станет на земле зона мира». Позже он говорил: «Производство атомных бомб становится возможным в тот момент, когда данная страна уже располагает определенной промышленной, сельскохозяйственной, научной и технической базой. Тогда, с помощью Китая или без его помощи, она может приступить к производству атомных бомб. Китай желает, чтобы афро-азиатские страны самостоятельно производили атомные бомбы, ибо предподчительно, чтобы этими бомбами владело побольше стран». 
На посту министра иностранных дел в начале 1960-х годов поддержал курс на конфронтацию с СССР и КПСС. 4 — 6 июня 1961 года проездом из Женевы Чэнь И посетил СССР, однако это не повлияло на ухудшающиеся отношения между двумя странами.
16 — 17 июля и 25 — 26 июля 1962 года проездом в Женеву и обратно Чэнь И последний раз посетил Москву, а уже 30 августа 1962 года, после массового перехода советской границы жителями Синьцзяна, в ноте МИД КНР прямо заявил, что Синьцзян находится под угрозой «серьезной подрывной деятельности со стороны Советского Союза». 1 августа 1964 года Чэнь И заявил, что СССР, возможно, «захватит Синьцзян, Северо-Восток (Маньчжурию) и оккупирует Пекин» и 24 августа прервал советско-китайские консультации по границе. 17 января 1965 года Чэнь И заявил: 
«Советский Союз захватил у Китая около 1,5 миллиона квадратных километров территории».

В то же время сохранялась резкая конфронтация с США. Чэнь И неоднократно заявлял о возможности отправки во Вьетнам китайских добровольческих сил для борьбы с США. 29 сентября 1965 года Чэнь И заявил на пресс-конференции в Пекине: 
«Вот уже шестнадцать лет мы ждём нападения на нас американских империалистов. У меня и волосы успели поседеть. Возможно, мне не посчастливится увидеть нападения американского империализма на Китай, но сыновья увидят его и будут решительно воевать».
МИД КНР активизировал отношения со странами т. н. «третьего мира», со странами, освободившимися от колониальной зависимости, усилилась поддержка освободительных движений и коммунистических партий, склонных поддержать новый курс КПК. КНР искала новых союзников, участвовала в Движении неприсоединения. В декабре 1963 года Чэнь И вместе с Премьером Госсовета КНР Чжоу Эньлаем отправились в самую большую за всю предшествовавшую историю КНР заграничную поездку. Они посетили Египет, Алжир, Марокко, Албанию, Тунис, Гану, Мали, Гвинею, Эфиопию, Судан, Сомали и Занзибар. Он был одним из главных инициаторов создания оси «Пекин-Джакарта» и идеи создания «ООН революционного типа». Но поиск союзников проходил с переменным успехом — в 1965 году развивающиеся страны отказались исключить СССР из состава участников планировавшейся Второй афро-азиатской конференции в Алжире, а поддержка Китаем режима Сукарно в Индонезии закончилась катастрофой.

### В годы «Культурной революции»
В мае 1965 года в связи с отменой воинских званий в НОАК лишился звания маршала. После начала «Культурной революции» пользовался доверием Мао Цзэдуна и 12 августа 1966 года был введён в состав Постоянного комитета Политбюро ЦК КПК. 13 сентября 1966 года совещании в Пекине Чэнь И осудил нападки на старые революционные кадры: 
«Думаю, что в нашей партии истинных марксистов-ленинцев немного. Кроме Председателя Мао Цзэдуна, который не совершал ошибок, вряд ли ещё найдёте таких людей. Я 22 раза совершал ошибки… Если разгромить все старые революционные кадры, то позволительно спросить: что же в нашей партии останется — один только председатель Мао? ‹…› Нельзя отрицать всё, что мы сделали в прошлом».
С началом Культурной революции последовали обвинения в адрес Чэнь И со стороны работников его министерства. Первым появилось «Открытое письмо» Мао Цзэдуну, подписанное 44 работниками Министерства иностранных дел. В нём говорилось — «Любимый ЦК, любимый Председатель Мао … факты показывают, что в Министерстве иностранных дел формируется новый класс капиталистов, который держит власть в своих руках. Многие кадровые работники допустили серьёзные отступления от директив ЦК и указаний Мао… Товарищ Чэнь И, который является членом ЦК, распространял неправильные взгляды на изучение произведений Мао, на взаимоотношения между политикой и профессиональными обязанностями и на многие другие вопросы нашей государственной политики… Всегда будем верны ЦК и его Председателю, всегда будем нести красное знамя идей Мао. Если в Китай придет ревизионизм, следую своим указаниям, мы поднимемся на борьбу с ним и уничтожим его». Вслед за этим хунвэйбины из Института международных отношений и Института иностранных языков начали круглосуточную осаду Министерства иностранных дел под лозунгами, направленными против Чэнь И. В короткий срок работа министерства была дезорганизована. Чэнь И сообщал руководству, что не стало дисциплины в МИД, что разглашаются служебные тайны, но атаки хунвэйбинов продолжались. В конце года толпы ворвались в здание министерства, разгромили его и уничтожили архивы. В ноябре Чжан Чуньцяо обрушился на Чэнь И и других ветеранов революции: -«Цель нашей Культурной революции окончательно свергнуть всевластие этих старых перечниц Чжу Дэ, Чэнь И и Хэ Луна. Они уже ни на что не способны! <…> Чэня всегда интересовала только карьера<…> Кому они сейчас нужны? Никому!».
В январе 1967 года Чжоу Эньлай своим распоряжением запретил «революционным массам» вторгаться в министерство и контактировать с его работниками.

Этот период был отмечен очередным обострением отношений с СССР. 25 января 1967 года в Москве китайские студенты перепрыгнули через ограду мавзолея Ленина, после чего в очереди в мавзолей произошла драка. Вечером студенты были высланы из СССР, а на следующий день, 26 января посольство СССР в Пекине было блокировано толпами хунвэйбинов, требующих уплаты «кровавого долга» за события на Красной площади в Москве. Чэнь И от имени Мао Цзэдуна и Линь Бяо приветствовал участников столкновений в Москве. Министерство иностранных дел КНР заявило, что в Москве среди китайских студентов были убитые и раненые, и что более не гарантирует безопасность советских дипломатов вне территории посольства. 31 января направлявшиеся во Вьетнам советские самолёты, совершавшие дозаправку в Пекине, были окружены хунвэйбинами и с трудом поднялись в воздух. 5 февраля удалось эвакуировать из Пекина членов семей сотрудников советских учреждений, но оставшихся дипломатов сутки не выпускали из автобусов. В те дни Чэнь И сделал заявление по поводу отношений с СССР: 
«Возможен разрыв отношений, возможна война».
В то же время были сделаны заявления, направленные на открытие диалога с США.
В середине февраля 1967 года Чэнь И вместе с Чжу Дэ, Хэ Луном, Тань Чжэньлинем, Ли Сяньнянем и другими ветеранами НОАК на совещании в Пекине резко выступил против деятельности Группы по делам культурной революции во главе с Чэнь Бода, Цзян Цин, Чжан Чуньцяо и Кан Шэном. Чэнь И и его сторонники требовали «защитить старые кадры», заявляли, что «партия не играет руководящей роли», и что «в армии хаос». Чэнь И обратился к хунвэйбинам — «Вы пренебрегаете интересами партии? Не хотите стране добра? Я против расклеивания дацзыбао на улицах… Нужно хранить государственную тайну, действовать с учётом интересов партии…» Это не повлияло на последующие решения Мао Цзэдуна, но вскоре навлекло на Чэнь И новую волну «критики».

Из специального маньхуа-выпуска «Долой Тань Чжэньлиня!» хунвэйбинской газеты «Синь Нунда» (май 1967 г)

В марте последовало второе распоряжение правительства, запрещавшее атаки на Чэнь И, но в мае хунвэйбины после многодневных столкновений и боев взяли МИД штурмом. Многие китайские дипломаты были ранены или репрессированы, исчезла масса секретных документов. По Пекину распространялась листовка «Откроем огонь по Чэнь И, очистим Министерство иностранных дел!», в которой говорилось : «В конце концов, какой штаб представляет Чэнь И? Прикрываясь знаменем Председателя Мао, он нагло клевещет на него, нагло порочит его идеи. Во время культурной революции Чэнь И подстрекал массы расклеивать дацзыбао с критикой Председателя Мао… Выпады Чэнь И против Председателя Мао перешли всякие границы… Чэнь И, заткни свой рот. Мы не позволим тебе очернять светлый лик председателя Мао». После этого атаки на Чэнь И проходили под лозунгами: «Долой Чэнь И!», «Сбросим Чэнь И!», «Заживо сожжём Чэнь И!», «Разобьем собачью голову Чэнь И!»  Но в защиту Чэнь И выступили руководящие работники МИД — появилось дацзыбао «Разоблачи врага, борись против него и победи!», которое подписали 91 посол и заведующий отделом МИД. Лозунги критики Чэнь И назывались реакционными, утверждалось, что «Чэнь И — хороший товарищ». Но на этот раз Чжоу Эньлай резко выступил против защитников Чэнь И, а сам Чэнь И в своём письме от 28 февраля поддержал его и отмежевался от своих сторонников.

В августе 1967 года, который называли «красным августом», хунвэйбины совершили погромы иностранных дипломатических представительств в Пекине. 27 августа 1967 года в здании Всекитайского собрания народных представителей состоялся третий митинг «окончательного осуждения Чэнь И» на котором присутствовали Чжоу Эньлай, Чэнь Бода и другие. Выступивший обвинителем руководитель «боевого отряда» Пекинского института иностранных языков Тан Цзянфан заявил — «Чэнь И, ты должен признать свои преступления перед Председателем Мао, заместителем Председателя Линем, перед Группой по делам культурной революции. Иначе ты будешь повален на землю, и по тебе пройдут десятки миллионов ног, и ты уже никогда не поднимешься…». После этого на некоторое время Чэнь И исчез, ходили слухи о его отставке, о том, что он убит хунвэйбинами. Однако вскоре пожилому министру вновь пришлось пройти через митинги осуждения, где от него требовали самокритики. Но Чэнь И, согласно имеющимся документам, сохранял твёрдость. На митинге 8-го красного отряда он заявил: 
«Я член Политбюро ЦК КПК и министр иностранных дел. Говорю открыто. Можете отрезать мне голову, можете пролить мою кровь, но я не отступлю. Я 40 лет состою в партии… Председатель Мао — обыкновенный человек. В прошлом я неоднократно выступал против него. Тот революционер, который не испытал боли поражения, который не был бит, не может считаться настоящим революционером. Чем больше пережитого, тем легче. Опасность подстерегает там, где не хватает необходимого опыта». 
Сразу же после «окончательного осуждения» руководители КНР потребовали от хунвэйбинов, чтобы критика Чэнь И более не переходила определённых границ. Через некоторое время министр вернулся к выполнению своих обязанностей и заявил японской делегации — «Китайская политика определяется правительством, а не хунвэйбинами». Он говорил о «митингах осуждения» и заступался за Лю Шаоци — «Били меня бессовестно, безжалостно… но я был реабилитирован. Будет ли реабилитирован Лю?». Чэнь И появлялся на приёмах в посольствах, в 1968 году выступал против ввода войск Варшавского договора в Чехословакию.
Последний раз Чэнь И появился на публике 9 сентября 1968 года на приёме в посольстве Северной Кореи где произнёс длинную речь. В дальнейшем от имени МИД КНР выступали его руководящие работники, а конфликт с СССР в 1969 году урегулировал лично Чжоу Эньлай. Внешнеполитический курс КНР остался прежним. В Документе МИД КНР от 8 октября 1969 года отвергались заявления СССР о том, что между странами нет территориальных споров и линия границы с СССР на многих участках объявлялась спорной.
24 апреля 1969 года после съезда КПК Чэнь И не был избран в состав Политбюро ЦК КПК. Он не был репрессирован и оставался на посту министра иностранных дел до самой смерти.
Чэнь И скончался от рака 6 января 1972 года в Пекине.
Чэнь И устроили почётные похороны, на которых присутствовал сам Мао Цзэдун (это было его последнее появление на публике).10 января, за два часа до их начала, Мао Цзэдун неожиданно решил пойти проститься со старым товарищем. Он сказал вдове маршала — «Товарищ Чэнь И был хорошим человеком, хорошим товарищем, он был заслуженным человеком». Траурную речь произнёс Чжоу Эньлай, который говорил о большом вкладе покойного в дело революции. Это была фактическая реабилитация Чэнь И.